# Tranca Rua das Almas
Tranca Rua das Almas é o nome de uma subdivisão da falange de Exu Tranca Ruas. 
Exus compreendem entidades ligadas a energias mais densas, com finalidade de defender um ambiente ou pessoas. Exus são entidades comuns na Umbanda e Quimbanda, mas que acabaram sendo abraçadas pelo Candomblé e pelo Catimbó. Existem diversos domínios de Exu: estradas, encruzilhadas, matas, praias, cemitério, cruzeiro, almas, etc.
Segundo o entendimento de alguns, apesar de não ser um consenso, os Exus e Pombajiras estão ligados aos orixás, e aos domínios dos mesmos. Nesta concepção, Tranca Ruas teria ligação com o orixá Ogum, já Tranca Rua das Almas teria também ligação com Oxalá e Omolu.

## Características
Observa-se uma predileção das cores branca e preta nas vestes para Tranca Rua das Almas, porém há outras configurações, como branca e roxa e até mesmo preta e roxa. Costuma usar capa, cartola, punhal, bengala ou cetro. As guias (fio de contas) são também nas mesmas cores.
Em geral bebidas destiladas são oferecidas: cachaça, conhaque, uísque. Fuma charuto.
Por ser um Exu ligado às Almas, Tranca Rua das Almas atua protegendo ambientes e pessoas de Eguns. Por esse mesmo motivo, o Dia de Finados é um dia votivo específico para esta entidade. Em geral, toda segunda-feira é tida como dia de Exu e das Almas.